# Осиново (Измалковский район)
Осиново — деревня в Измалковском районе Липецкой области.
Входит в состав Лебяженского сельсовета.

## География
Осиново находится вдали от населённых пунктов.
Через неё проходит проселочная дорога.

## Население
| 2010 |
| ---- |
| 0    |